# Mastaba S3504
Le mastaba S3504 est un grand mastaba situé dans la nécropole de Saqqarah en Basse-Égypte. Il a été construit sous le règne de l'ancien roi égyptien Ouadji, sous la Ire dynastie (période thinite), peu après 3000 av. J.-C. C'est l'un des plus grands mastabas de cette dynastie. Le bâtiment a été fouillé en 1953 par Walter Bryan Emery.

## Structure
Le bâtiment est fait de briques crues séchées et mesure 56,45 mètres de long et 25,45 mètres de large. La hauteur d'origine est inconnue. Le mastaba était décoré à l'extérieur d'une façade de palais (également appelée façade de niche). Sur les côtés longs, il y a onze niches, et quatre seulement sur les côtés court. La façade est peinte en blanc, les niches les plus intérieures en rouge. Le mastaba est entouré d'un mur et se dresse sur une plate-forme basse sur laquelle ont été trouvés des modèles de têtes de bétail avec de véritables cornes de bétail. Autour du tombeau, il y a jusqu'à soixante-cinq tombes subsidiaires.
La superstructure actuelle du mastaba contient quarante-trois chambres. En dessous se trouve la chambre funéraire, qui est entourée de débarras supplémentaires. La chambre funéraire elle-même est à l'origine revêtue de bois doré.

## Objets funéraires
Bien que la tombe ait été pillée dans l'Antiquité, plusieurs objets ont été retrouvés. En particulier, dans les chambres de stockage, les restes d'environ 2 500 vases en poterie ont été conservés. Les offrandes de valeur étaient à l'origine conservées dans les chambres souterraines. Il existe de nombreux vestiges de meubles, notamment des sculptures en bois élaborées, des outils en cuivre et en pierre, et environ 1 500 vases en pierre. De nombreux récipients étaient à l'origine scellés avec des bouchons en argile. Les scellés constituent une source historique importante. Plusieurs d'entre eux nomment le roi Ouadji, mais certains portent aussi le nom du dernier roi de la première dynastie, Qâ sous lequel la tombe fut remeublée après avoir été pillée une première fois.

## Occupant
L’identification du propriétaire de la tombe a longtemps été débattue dans les milieux universitaires. Emery l'a considéré comme le tombeau d'Ouadji, tandis que des recherches plus récentes suggèrent que le fonctionnaire Sekhemkasedj serait le propriétaire de la tombe, puisque son nom apparaît dans plusieurs inscriptions. Une autre possibilité est que le tombeau appartenait à Seouedj-ka, le porteur du sceau du roi de Basse-Égypte.